# Czesława Żak

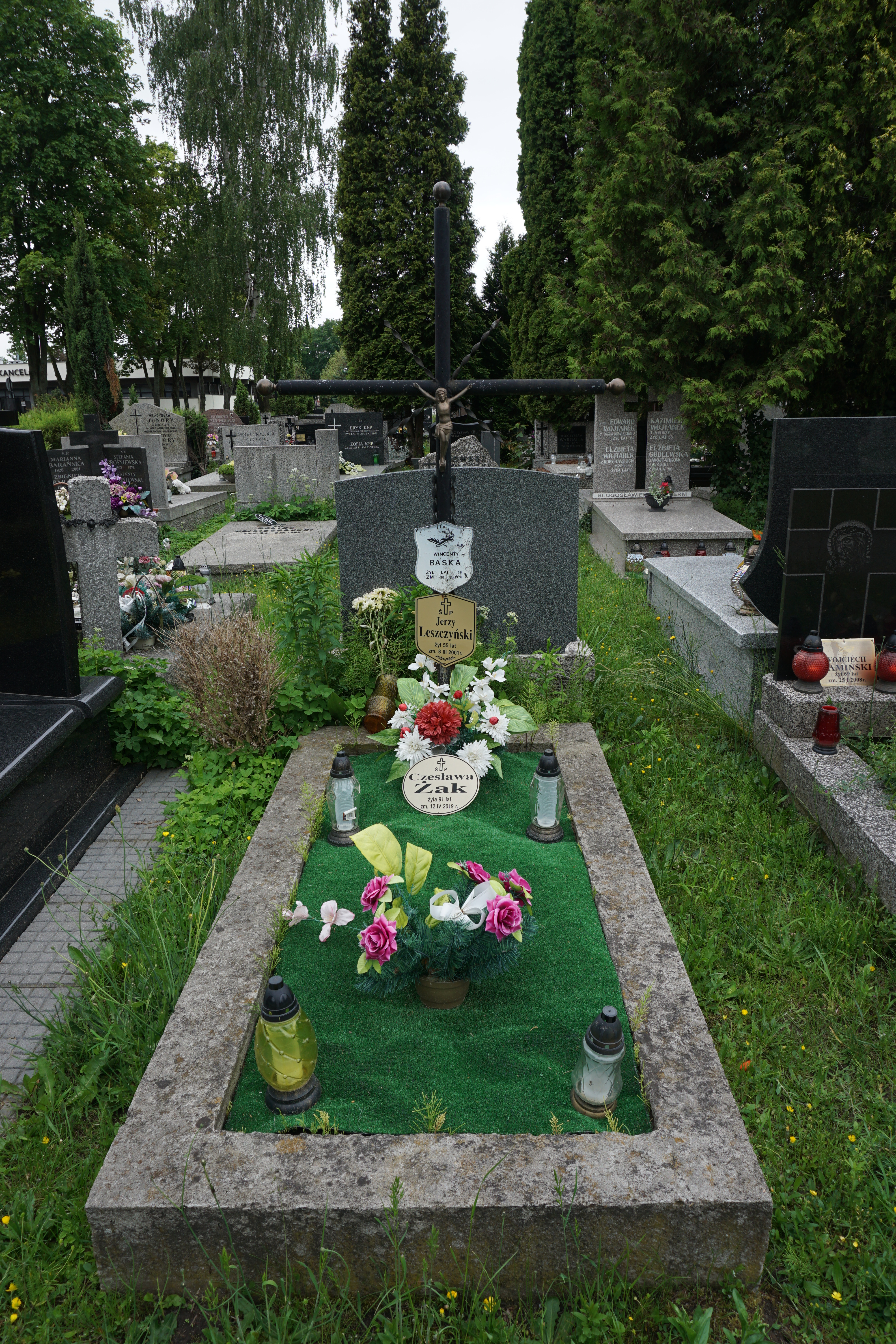
Grób Czesławy Żak na cmentarzu Komunalnym Północnym

Czesława Barbara Żak (ur. 2 sierpnia 1927 w Warszawie, zm. 12 kwietnia 2019 tamże) – polska uczestniczka II wojny światowej wyróżniona tytułem Sprawiedliwy wśród Narodów Świata.

## Życiorys
Wychowywała się na Targówku. Podczas okupacji niemieckiej w czasie II wojny światowej wraz z rodzicami; Stanisławem i Teresą, siostrą Stanisławą i stryjem Czesławem pomagała kilku rodzinom żydowskim, które ukrywały się w ich mieszkaniu przy ul. Grzybowskiej 1 (łącznie 14 osób z rodzin Grymbergów, Lipskich i Treflerów). Po powstaniu warszawskim Czesława Żak trafiła do obozu w Pruszkowie.
Po wojnie z inicjatywy uratowanych Żydów, rodzina Żaków została wyróżniona 12 września 1993 tytułem Sprawiedliwy wśród Narodów Świata. Czesława Żak została także w 2008 odznaczona Krzyżem Komandorskim Orderu Odrodzenia Polski.
Zmarła 12 kwietnia 2019. Została pochowana na Cmentarzu Północnym w Warszawie.